# Ingrid Detter
Thyra Ingrid Hildegard Detter Doimi de Lupis Frankopan, född Detter den 24 november 1936 i Stockholm, är en svensk jurist.
Efter studentexamen i Stockholm 1955 och juris kandidatexamen vid Stockholms högskola 1958 diplomerades Ingrid Detter i europeisk rätt i Turin 1960, blev licenciée en droit i Paris 1960, Doctor of Philosophy i Oxford 1962 samt juris licentiat och juris doktor i Stockholm 1965.
Ingrid Detter tjänstgjorde vid Europeiska ekonomiska gemenskapen i Bryssel 1962, genomförde tingstjänstgöring 1962–1964 och var därefter tillförordnad assessor.  Hon blev docent i folkrätt 1965, var tillförordnad professor i internationell rätt vid Uppsala universitet 1965–1966 och 1974–1976, tillförordnad professor vid Stockholms universitet 1967, forskarprofessor i europeisk marknadsrätt och annan ekonomisk integrationsrätt vid Statens råd för samhällsforskning 1968–1974, Barrister-at-Law vid Middle Temple och Lincoln's Inn i London från 1977, adjungerad professor vid Högskolan i Växjö 1985–1987 och professor i internationell rätt vid Stockholms universitet 1987–1997 (tillförordnad 1986–1987). 
Ingrid Detter är folkrättslig rådgivare vid Heliga Stolen sedan 1983 och var rådgivare vid Utrikesdepartementets nedrustningsdelegation i Genève 1985, rådgivare i miljörätt till Brasiliens regering 1990, till Förenta Nationernas ekonomiska kommitté om privatisering i Östeuropa 1991, till Tjeckoslovakiens regering 1991, till Slovakiens regering 1993 och till Kroatiens regering 1994. Hon föreläste och hade forskartjänst vid Oxfords universitet 1964–1968, var gästprofessor vid University of Melbourne 1966, vid University of Southern California 1983 och vid University of Chicago 1984, föreläsare vid London School of Economics 1974–1975, 1986–1988 och från 1995 samt gästföreläsare i London, Paris, Rom, Peking, Moskva, Zagreb, Bologna och Padua. 
Ingrid Detter forskade vid Östafrikanska gemensamma marknaden i Nairobi i Kenya 1968–1969 och var forskare vid Humanistisk-samhällsvetenskapliga forskningsrådet 1987–1988. Hon var direktör vid Académie de Verrey från 1987, stiftande medlem av European Centre for Space Law vid European Space Agency i Paris 1989, grundare av och föreståndare vid Institute for Studies in Environmental Law i London 1989, hedersprofessor i internationell rätt vid Åbo akademi 1989, direktor vid King's International Research Institute från 1995, ordförande i International Law Associations neutralitetskommitté 1991 samt senior member vid Saint Antony's College i Oxford från 1999.
Ingrid Detter är dotter till affärsjuristen Nils Detter och författarinnan Thyra, född Hellberg. Hon gifte sig 1968 med greve Louis Doimi de Lupis, som senare kallade sig prins Frankopan. Dottern Paola är gift med lord Nicholas Windsor, som är syssling till Charles III. Sonen Peter Frankopan är historiker.